# Municipio de Gravel Hill
El municipio de Gravel Hill (en inglés: Gravel Hill Township) es un municipio ubicado en el condado de White en el estado estadounidense de Arkansas. En el año 2010 tenía una población de 389 habitantes y una densidad poblacional de 10,24 personas por km².

## Geografía
El municipio de Gravel Hill se encuentra ubicado en las coordenadas 35°14′46″N 91°58′59″O / 35.24611, -91.98306. Según la Oficina del Censo de los Estados Unidos, el municipio tiene una superficie total de 37.99 km², de la cual 37,62 km² corresponden a tierra firme y (0,95 %) 0,36 km² es agua.

## Demografía
Según el censo de 2010, había 389 personas residiendo en el municipio de Gravel Hill. La densidad de población era de 10,24 hab./km². De los 389 habitantes, el municipio de Gravel Hill estaba compuesto por el 96,92 % blancos, el 0,51 % eran amerindios, el 0,26 % eran isleños del Pacífico y el 2,31 % eran de una mezcla de razas. Del total de la población el 0,77 % eran hispanos o latinos de cualquier raza.